# 2063
Năm 2063. Trong lịch Gregory, nó sẽ là năm thứ 2063 của Công nguyên hay của Anno Domini; năm thứ 63 của thiên niên kỷ thứ 3 và của thế kỷ 21; và năm thứ tư của thập niên 2060.